# Begonia breedlovei
Espèce
Begonia breedlovei est une espèce de plantes de la famille des Begoniaceae.
L'espèce fait partie de la section Gireoudia.
Elle a été décrite en 1986 par Utley - Kathleen Burt-Utley.

## Répartition géographique
Cette espèce est originaire du pays suivant : Mexique.